# Перший віцепрем'єр-міністр України
Перший віцепрем'єр-міністр України — член Уряду України — Кабінету Міністрів України.
Відповідно до статті 114 Конституції України, до складу Кабінету Міністрів України входять Прем'єр-міністр України, Перший віцепрем'єр-міністр, віцепрем'єр-міністри, міністри.

## Правовий статус
У разі відсутності або смерті Прем'єр-міністра України його повноваження виконує Перший віцепрем'єр-міністр України або віцепрем'єр-міністр України згідно з визначеним Кабінетом Міністрів України розподілом повноважень.
Перший віцепрем'єр-міністр України головує на засіданнях Уряду в разі відсутності Прем'єр-міністра.
Перший віцепрем'єр-міністр України за рішенням Президента України може очолювати міністерство.
Він також може мати радників на громадських засадах.

### Повноваження Першого віцепрем'єр-міністра України
Перший віцепрем'єр-міністр України, віцепрем'єр-міністр України згідно з визначеним Кабінетом Міністрів України розподілом повноважень:
1. забезпечує виконання Програми діяльності КМУ, виконання інших покладених на Кабінет Міністрів України завдань і повноважень у відповідних напрямах діяльності;
2. забезпечує підготовку питань для розгляду на засіданнях КМУ, попередньо розглядає і погоджує проєкти законів, актів Президента України, що готуються Кабінетом, та проекти відповідних актів КМУ, сприяє узгодженню позицій між членами Кабінету, вносить пропозиції щодо порядку денного засідань КМУ;
3. забезпечує взаємодію Кабінету Міністрів з Президентом України та Верховною Радою з питань діяльності КМУ, інших органів виконавчої влади;
4. бере участь у розгляді питань на засіданнях КМУ, має право бути присутнім на засіданнях Верховної Ради України та її органів, брати участь у роботі колегій міністерств та інших центральних органів виконавчої влади, у засіданнях Ради міністрів Автономної Республіки Крим;
5. за рішенням КМУ здійснює керівництво консультативними, дорадчими та іншими допоміжними органами, що утворюються Кабінетом Міністрів;
6. представляє в установленому порядку Кабінет Міністрів у відносинах з іншими органами, підприємствами, установами та організаціями в Україні та за її межами;
7. веде переговори і підписує міжнародні договори України відповідно до наданих йому повноважень;
8. здійснює інші повноваження[1].

## Патронатна служба Першого віцепрем'єр-міністра України
Перший віцепрем'єр-міністр має свою патронатну службу, положення про яку затверджується керівником Секретаріату КМУ за погодженням з Першим віцппрем'єром.
Патронатна служба Першого віцепрем'єр-міністра України утворюється з метою організаційного, інформаційного і аналітичного забезпечення здійснення Першим віцепрем'єр-міністром України його повноважень, сприяння створенню належних умов для його діяльності та забезпечення зв'язку з державними органами, органами місцевого самоврядування, їх посадовими особами, громадськістю, іноземними і міжнародними організаціями, засобами масової інформації.
Патронатна служба Першого віцепрем'єра підпорядковується безпосередньо йому ж, а з питань, пов'язаних з дотриманням трудового законодавства та законодавства про державну службу, — Керівникові Секретаріату КМУ.
Патронатна служба:
1. забезпечує організацію робочого часу Першого віцепрем'єр-міністра, готує його робочі плани, організовує проведення нарад, зустрічей і поїздок, зокрема за кордон, прес-конференцій і брифінгів та оформлює відповідні протоколи за результатами нарад і зустрічей;
2. забезпечує надання консультацій Першому віцепрем'єр-міністрові з політичних та фахових питань і підготовку аналітичних, довідкових, інформаційних матеріалів, готує проекти текстів для його виступів;
3. здійснює попередній розгляд документів, що адресовані Першому віцепрем'єр-міністрові;
4. інформує Першого віцепрем'єр-міністра про підготовлені структурними підрозділами Секретаріату пропозиції (проекти рішень, листів тощо). В окремих випадках самостійно готує пропозиції, погоджуючи їх з відповідними структурними підрозділами Секретаріату;
5. організовує проведення Першим віцепрем'єр-міністром прийомів делегацій, у тому числі іноземних, а також окремих відвідувачів;
6. виконує відповідно до покладених на неї завдань за дорученням Першого віцепрем'єр-міністра інші функції[2].

### Нормативно-правові акти
- Конституція України [Архівовано 21 серпня 2013 у Wayback Machine.]
- Закон України «Про Кабінет Міністрів України» [Архівовано 14 грудня 2016 у Wayback Machine.]
- Про затвердження Положення про Секретаріат Кабінету Міністрів України: Кабінет Міністрів України; Постанова, Положення, Перелік від 12.08.2009 № 850 [Архівовано 29 листопада 2013 у Wayback Machine.]
- Про визначення питань, що належать до компетенції Першого віце-прем'єр-міністра України та віце-прем'єр-міністрів України: Кабінет Міністрів України; Постанова від 18.04.2016 № 296